# Dongfeng Fengshen AX5

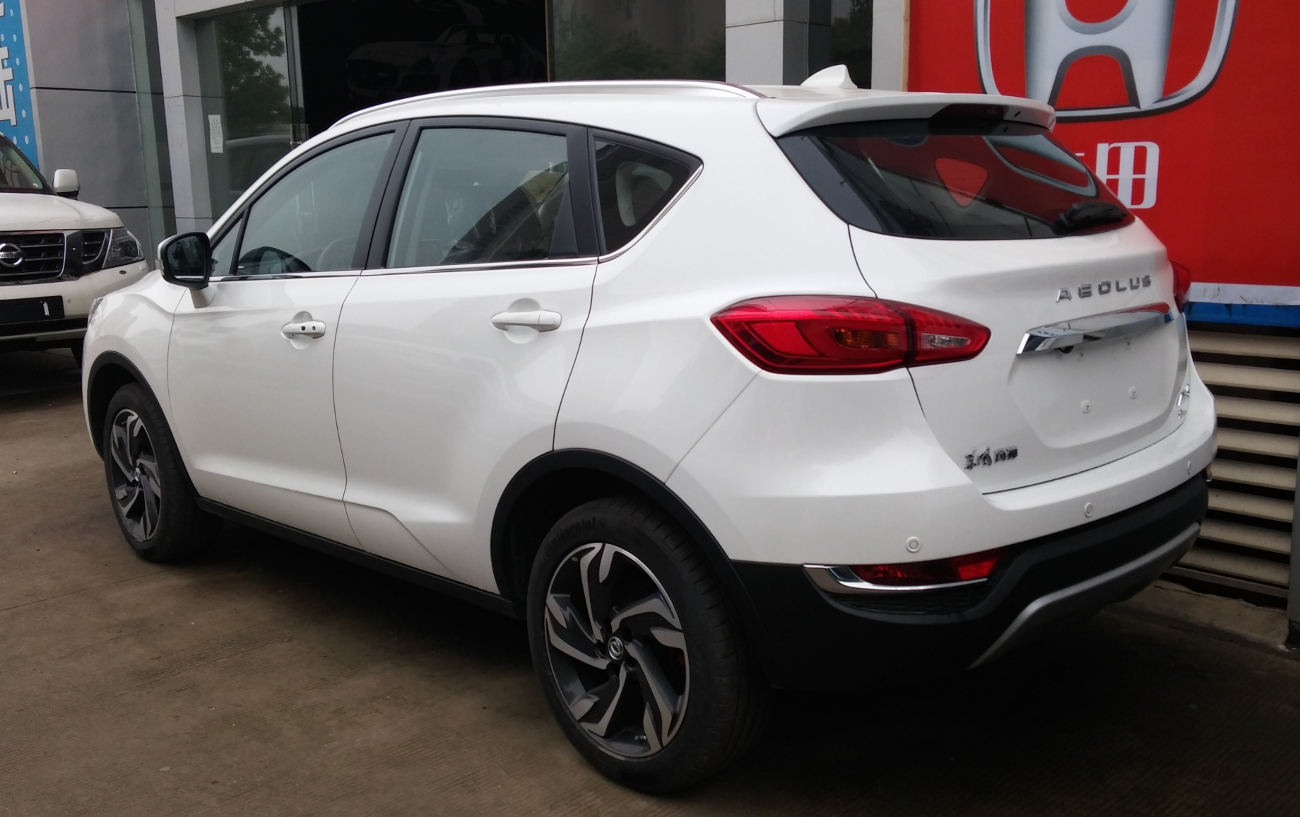
Heckansicht

Der Dongfeng Fengshen AX5 ist ein SUV der zur Dongfeng Motor Corporation gehörenden Submarke Dongfeng Fengshen der Marke Dongfeng, das zwischen dem kleineren Dongfeng Fengshen AX4 und dem größeren Dongfeng Fengshen AX7 positioniert ist.

## Geschichte
Das Fahrzeug wurde auf der Beijing Auto Show im April 2016 erstmals vorgestellt und wurde in China ab Dezember 2016 verkauft.

## Technische Daten
Angetrieben wird das SUV von einem 1,4-Liter-Ottomotor mit 103 kW (140 PS) und ist ausschließlich mit Vorderradantrieb erhältlich. Serienmäßig hat der AX7 ein 6-Gang-Schaltgetriebe, optional ist ein 6-Gang-Doppelkupplungsgetriebe verfügbar. Im Herbst 2019 ergänzte ein 1,5-Liter-Ottomotor mit 110 kW (150 PS) die Antriebspalette. Dieser kommt auch in der Limousine Dongfeng Fengshen Yixuan zum Einsatz.
|                                             | 1.4T                               | 230 T                            |
| Bauzeitraum                                 | 12/2016–04/2020                    | 10/2019–04/2020                  |
| Motorkenndaten                              |                                    |                                  |
| Motortyp                                    | Reihen-Vierzylinder-Ottomotor      | Reihen-Vierzylinder-Ottomotor    |
| Motoraufladung                              | Turbolader                         | Turbolader                       |
| Hubraum                                     | 1396 cm³                           | 1460 cm³                         |
| max. Leistung bei min−1                     | 103 kW (140 PS) / 5500             | 110 kW (150 PS) / 5500           |
| max. Drehmoment bei min−1                   | 196 Nm / 1800–4500                 | 230 Nm / 1800–4000               |
| Kraftübertragung                            |                                    |                                  |
| Antrieb, serienmäßig                        | Vorderradantrieb                   |                                  |
| Getriebe, serienmäßig                       | 5-Gang-Schaltgetriebe              | 6-Stufen-Doppelkupplungsgetriebe |
| Getriebe, serienmäßig                       | (6-Stufen-Doppelkupplungsgetriebe) | —                                |
| Messwerte                                   |                                    |                                  |
| Höchstgeschwindigkeit                       | 180 km/h (175 km/h)                | 175 km/h                         |
| Beschleunigung, 0–100 km/h                  | k. A. (12,6 s)                     | k. A.                            |
| Kraftstoffverbrauch auf 100 km (kombiniert) | 7,1 l Super (6,9 l Super)          | 7,4 l Super                      |
| Leergewicht                                 | 1432 kg (1450 kg)                  | 1455 kg                          |